# Временное народное правительство Республики Польша
Временное народное правительство Республики Польша (пол. Tymczasowy Rząd Ludowy Republiki Polskiej) — правительство, созданное 7 ноября 1918 года в Люблине и возглавленное Игнацием Дашиньским. Объявило своей целью создание независимого Польского государства — конституционной парламентской республики. Программа правительства предполагала национализацию ключевых отраслей экономики, а также реформу социальной политики, трудовую и земельную реформы. В состав правительства вошли такие видные политические деятели, как Станислав Тугутт (министр внутренних дел), Томаш Арцишевский (министр труда), а также полковник Эдвард Рыдз-Смиглы (военный министр и Верховный главнокомандующий Вооружёнными силами).
14 ноября 1918 года правительство самораспустилось, передав власть Временному Начальнику государства Польского Юзефу Пилсудскому.

## История
2 октября 1918 года польские депутаты австро-венгерского рейхсрата, возглавляемые Дашинским, выступили с требованием восстановления Польского государства. Среди прочего, они заявили, что Польский вопрос является международным делом, и потребовали, на этом основании, предоставить Польше право участия в Парижской мирной конференции, чтобы обсудить на ней возрождение суверенной Польши. 3 октября Дашинский выступил в рейхсрате, заявив: 

Все поляки заявляют о том, что желают суверенитета над всеми тремя частями разделённой Польши: все эти три части должны быть объединены и провозглашены независимым государством, но это объединение и эта независимость должны быть достигнуты в соответствии с международным правом на международной мирной конвенции.
15 октября 1918 года польские депутаты рейхсрата во главе с Дашинским приняли документ, в котором объявили себя гражданами Польши, а не подданными Австро-Венгрии. 28 октября был сформирован Польский ликвидационный комитет, возглавленный Винценты Витосом: первоначально он расположился в Краков, а затем переехал во Львов. 7 ноября Дашиньский и его союзники в рейхсрате провозгласили образование Польской Народной Республики (пол. Polska Republika Ludowa) и создание в Люблине временного правительства во главе с  Дашиньским.
В 7 часов утра 10 ноября Юзеф Пилсудский, освобождённый из магдебургской крепости, где провёл 16 месяцев, вернулся, вместе с полковником  Казимежем Соснковским, на поезде в Варшаву. На варшавском вокзале Пилсудского встретили члены Совета Регентства Здислав Любомирский и полковник Адам Коц. На следующий день, приняв во внимание популярность Пилсудского и его поддержку со стороны большинства политических партий, Регентский совет назначил Пилсудского Главнокомандующим Вооружёнными Силами. 14 ноября Совет самораспустился и передал все свои полномочия Пилсудскому, ставшему Начальником государства. Вскоре, после консультаций с Пилсудским, самораспустилось и правительство Дашинского; новое правительство Польши было сформировано Енджеем Морачевским.

## Состав правительства
| Должность                                                     | Фото | Имя                  | Партия                                                          |
| ------------------------------------------------------------- | ---- | -------------------- | --------------------------------------------------------------- |
| Премьер-министр Министр иностранных дел и.о. министра юстиции |      | Игнацы Дашиньский    | Польская социал-демократическая партия Галиции и Силезии-Цешина |
| Министр внутренних дел                                        |      | Станислав Тугутт     | Польская народная партия «Освобождение»                         |
| Министр информации и пропаганды                               |      | Вацлав Серошевский   | Партия национальной независимости                               |
| Министр труда и социальной защиты населения                   |      | Томаш Арцишевский    | Польская социалистическая партия                                |
| Министр общественных работ                                    |      | Мариан Малиновский   | Польская социалистическая партия                                |
| Министр сельского хозяйства и.о. министра снабжения           |      | Юлиуш Понятовский    | Польская народная партия «Освобождение»                         |
| Министр кооперативов и.о. министра казначейства               |      | Медард Довнарович    | Партия национальной независимости                               |
| Военный министр                                               |      | Эдвард Рыдз-Смиглы   | Беспартийный                                                    |
| Министр без портфеля                                          |      | Томаш Ночницкий      | Польская народная партия «Освобождение»                         |
| Министр без портфеля                                          |      | Бронислав Земиенцкий | Польская социалистическая партия                                |
| Министр почт и коммуникаций                                   |      | Енджей Морачевский   | Польская социал-демократическая партия Галиции и Силезии-Цешина |
| Министр образования Министр промышленности                    |      | Посты вакантны       |                                                                 |